# Surfattante polmonare

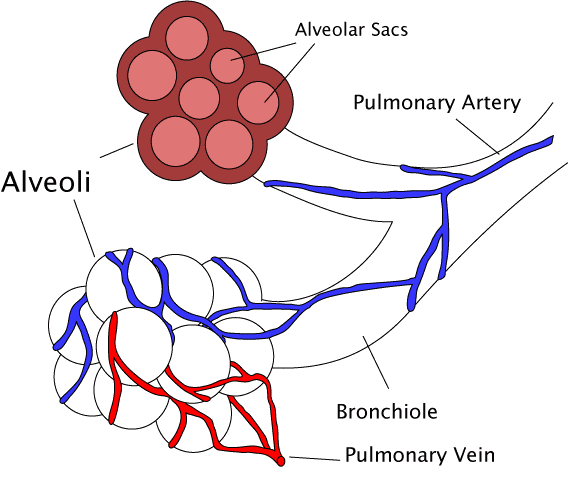
Raffigurazione dei sacchi alveolari e loro rapporti con i bronchioli, le venule e le arteriole polmonari.

Il surfattante polmonare o, in inglese, surfactant (dall'acronimo inglese SURFace ACTive AgeNT) è un complesso tensioattivo fosfolipoproteico (cioè composto da lipidi e, in minor misura, da proteine), secreto dalle cellule alveolari (pneumociti) di classe II. Le proteine e i lipidi che compongono il surfactante presentano sia una regione idrofila sia una regione idrofoba. La componente lipidica principale del surfactante è la dipalmitoilfosfatidilcolina (DPPC), una molecola in grado di ridurre la tensione superficiale rompendo i legami idrogeno dell'acqua, ponendosi all'interfaccia aria-acqua a livello alveolare, con la componente idrofila di testa rivolta verso l'acqua e la parte idrofoba della coda rivolta verso l'aria.

## Funzione fisiologica
Il surfattante impedisce il collasso degli alveoli più piccoli e l'eccessiva espansione di quelli più grandi.
- Aumenta la compliance polmonare (la capacità del polmone di variare il proprio volume quando viene applicata una determinata pressione).
- Previene l'atelettasia (il collasso del polmone) alla fine dell'espirazione.
- Facilita il reclutamento delle vie aeree collassate.

Gli alveoli possono essere paragonati a gas in acqua, in quanto umidi e circondati da uno spazio centrale aereo. La tensione superficiale (una particolare tensione meccanica che si sviluppa lungo la superficie di separazione, interfaccia, tra un liquido e l'aria) agisce sull'alveolo all'interfaccia aria-acqua e tende a rendere la bolla più piccola. 
Grazie alla sua azione il surfactante diminuisce la tensione superficiale all'interno degli alveoli con raggio minore e ne impedisce il collasso durante l'espirazione, in accordo con la relazione di Laplace (dove P è la pressione, T è la tensione superficiale e r è il raggio dell'alveolo. Come si vede dalla relazione al crescere di P cresce la tendenza dell'alveolo a collabire):
{\displaystyle P={\frac {2T}{r}}.}

### Compliance
La compliance indica la capacità di polmoni e torace di espandersi. La compliance polmonare è definita come la variazione di volume cui è soggetto il polmone per unità di variazione di pressione. Se si effettuano delle misurazioni del volume polmonare durante il gonfiaggio e lo sgonfiaggio controllato di un polmone normale, si può verificare che i volumi ottenuti durante lo sgonfiaggio superano quelli riscontrati in corso di gonfiaggio, per una data pressione. Questa differenza dei volumi di gonfiaggio-sgonfiaggio a una data pressione è chiamata isteresi ed è dovuta alla tensione superficiale aria-acqua che si verifica all'inizio del gonfiaggio. Il surfactante polmonare diminuisce proprio la tensione superficiale alveolare, come è possibile verificare nei neonati prematuri affetti da sindrome da distress respiratorio infantile.
Il valore normale della tensione superficiale dell'acqua è di 70 dine/cm (70 mN/m) e nei polmoni raggiunge il valore di 25 dine/cm (25 mN/m). In ogni caso, al termine dell'espirazione, le molecole di fosfolipidi del surfactante riducono la tensione superficiale a livelli bassissimi, prossimi allo zero. È grazie alla azione del surfactante polmonare, e all'abbattimento della tensione superficiale da esso causato, che il polmone può essere gonfiato con relativa facilità, riducendosi così il lavoro respiratorio.

### Regolazione della dimensione alveolare
Quando gli alveoli aumentano di dimensioni, il surfactante viene a distribuirsi su una superficie maggiore di liquido. Questa diluizione su un'area più vasta comporta un aumento della tensione superficiale che a sua volta determina un rallentamento nell'espansione degli alveoli. Questo meccanismo comporta che tutti gli alveoli polmonari tendano a espandersi alla stessa velocità, poiché quelli che si espandono più rapidamente sono inevitabilmente sottoposti a un forte aumento della tensione superficiale rallentando così la loro velocità di espansione. Similmente anche la velocità di contrazione degli alveoli diviene più regolare e uniforme. Il surfactante riduce la tensione superficiale più facilmente quando il diametro alveolare è minore perché viene a essere più concentrato.

### Prevenzione dell'accumulo di fluidi
Le forze di tensione superficiale tendono ad attrarre fluidi dai capillari verso gli spazi alveolari. Il surfactante riduce l'accumulo di questi liquidi e mantiene le vie aeree asciutte, proprio perché viene a contrastare queste forze.

### Immunità innata
La funzione immunitaria del surfactante viene attribuita principalmente a due proteine: SP-A e SP-D. Queste proteine possono legarsi agli zuccheri presenti sulla superficie dei patogeni e quindi causarne l'opsonizzazione facilitandone la fagocitosi. Il surfactante regola anche le risposte infiammatorie e interagisce con la risposta immune adattativa. La degradazione o inattivazione del surfactante può contribuire a una maggiore suscettibilità alle infezioni e alla infiammazione polmonare.

### Composizione
- ~ 40% Dipalmitoilfosfatidilcolina (DPPC).
- ~ 40% Altri fosfolipidi (PC).
- ~ 5% Proteine associate al surfactante (SP-A, B, C e D).
- Colesterolo.
- Tracce di altre sostanze.

## Lipidi

### Dipalmitoilfosfatidilcolina (DPPC)
Si tratta di un fosfolipide con due catene a 16 atomi di carbonio sature, e un gruppo fosfato con un gruppo amminico quaternario attaccato. Il DPPC è la molecola dotata di più forte azione tensioattiva nella miscela di cui è composto il surfattante polmonare. La molecola si caratterizza anche per una capacità di compattazione superiore rispetto ad altri fosfolipidi, poiché la sua coda apolare è meno curva. Tuttavia, senza le altre sostanze presenti nella miscela del surfattante polmonare, la cinetica di adsorbimento di DPPC è molto lenta. Ciò avviene principalmente perché la temperatura della fase di transizione tra gel e cristalli liquidi di DPPC puro è di 41 °C, una temperatura decisamente superiore a quella del corpo umano.

### Altri fosfolipidi
Le molecole di fosfatidilcolina rappresentano circa l'85% dei lipidi del surfactante e presentano catene di acidi saturi. Il fosfatidilglicerolo (PG) rappresenta circa l'11% dei lipidi del surfactante, ha catene di acidi grassi insaturi che fluidificano il monostrato lipidico all'interfaccia. Sono presenti anche lipidi neutri e colesterolo. I componenti di questi lipidi diffondono dal sangue verso le cellule alveolari di tipo II in cui sono assemblati e preparati per la secrezione in alcuni organelli secretori chiamati corpi lamellari.

### Proteine
Le proteine costituiscono il restante 10% del surfactante. La metà circa di questo 10% sono proteine plasmatiche. La quota restante è costituito dalle apolipoproteine SP-A ( SFTPA1 ), B ( SFTPB ), C ( SFTPC ) e D ( SFTPD ) (la sigla SP sta per "proteina associata al surfactante"). Le apolipoproteine sono prodotte dalla secrezione delle cellule alveolari di tipo II. Queste proteine subiscono molte modificazioni e rimaneggiamenti, finendo nei corpi lamellari. Questi ultimi sono anelli concentrici di lipidi e proteine, di circa 1 µm in diametro.
- SP-A e SP-D conferiscono immunità innata in quanto hanno domini di riconoscimento di carboidrati, i quali consentono loro di rivestire batteri e virus, promuovendone la fagocitosi da parte dei macrofagi. Si ritiene che SP-A sia anche coinvolta in un meccanismo di feedback negativo nel controllo della produzione di tensioattivo.
- SP-B e SP-C sono proteine di membrana idrofobe che aumentano le proprietà tensioattive del surfactante. SP-B e SP-C sono necessarie per una corretta funzione biofisica del polmone. Gli esseri umani e gli animali che nascono con un deficit congenito di SP-B soffrono di insufficienza respiratoria intrattabile. Coloro che nascono privi di SP-C tendono a sviluppare una polmonite interstiziale progressiva.

Le proteine SP riducono la temperatura critica della fase di transizione della dipalmitoilfosfatidilcolina (DPPC) a un valore inferiore ai 37 °C, migliorandone l'assorbimento e la velocità di diffusione all'interfaccia.
Dal 2012 negli Stati Uniti e successivamente anche in Europa è stato commercializzato il primo surfattante polmonare di origine sintetica e non animale. Dopo moltissimi anni di ricerche e un lungo percorso di approvazione della Food and Drug Administration, finalmente la Discovery Labs il 6 marzo 2012 ottenne l'approvazione da parte della FDA di un syntetic, peptide-containing surfattante, rivoluzionando così il segmento e l'approccio alla RDS infantile.